# Kalamari
Kalamari est un groupe slovène.

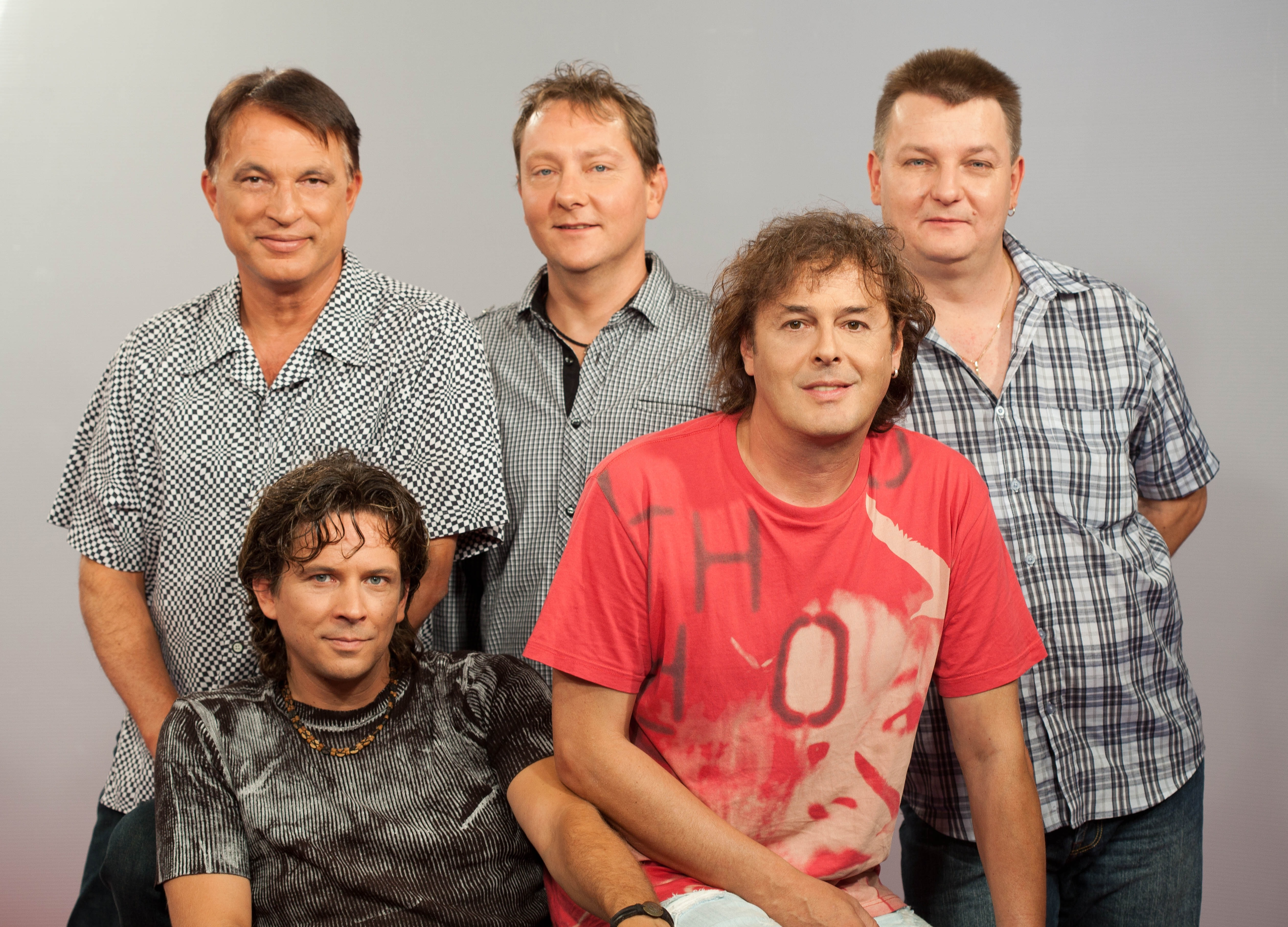
Kalamari en 2010.

Le 21 février 2010, ils ont été choisis lors d'une finale nationale pour représenter la Slovénie au Concours Eurovision de la chanson en 2010 avec la chanson Narodnozabavni rock (rock pop folk). Accompagnés d'un autre groupe slovène, Ansambel Roka Žlindre, sous le nom « Ansambel Roka Žlindre & Kalamari » (ensemble Rok Žlindra et Kalamari), ils ont fini 16e sur 17 à la deuxième demi-finale.